# Єжи Радзивілл (воєвода новогрудський)
Єжи Радзивілл (лит. Jurgis Radvila, пол. Jerzy Radziwiłł, *4 лютого 1721 — †13 грудня 1754) — державний діяч Великого князівства Литовського в Речі Посполитій. Відомий також як Єжи V Радзивілл.

## Життєпис
Походив з литовського магнатського роду Радзивіллів, Дятлово-бердичівської лінії гілки Несвізько-Оліцької. Третій син Миколая Фаустина Радзивілла, воєводи новогрудського, і Барбари-Франци Завіши-Кезгайло. Народився 1721 в резиденції Дятлово. Навчався в колегіумі піарів в Варшаві («Калегіум Нобіліум»).
1742 року одружився з Соломією Ганною з магнатського роду Сапіг. Його політичній кар'єрі сприяв великий гетьман литовський Михайло Казимир Радзивілл «Рибонька». У 1744 році Єжи Радзивілла було обрано маршалком Трибуналу Великого князівства Литовського. Водночас призначається полковником гусарської корогви королевича Фрідріха Кристіана, старшого сина Августа III, короля Речі Посполитої. Цього року отримує староства любошанське і новогрудське. У 1746 році обирається послом на сейм. Того ж року після смерті батька дістав посаду воєводи новогрудського.
1750 року став кавалером Ордена Білого Орла. Того ж року виділив кошти на спорудження цегляного костелу у Вільно (попередній знищила пожежа 1749 року). Роботи були завершені вже після смерті Радзивілла. Помер Єжи Радзивілл у 1754 році.

## Родина
Дружина — Соломія Ганна, донька Єжи Станіслава Сапіги, воєводи троцького і мстиславського
дітей не було